# Челье-Мессапика
Челье-Мессапика (итал. Ceglie Messapica) — коммуна в Италии, располагается в регионе Апулия, в провинции Бриндизи.
Население составляет 21 370 человек (2008 г.), плотность населения составляет 159 чел./км². Занимает площадь 130 км². Почтовый индекс — 72013. Телефонный код — 0831.
Покровителем населённого пункта считается святой Антоний Падуанский.

## Демография
Динамика населения:

## Администрация коммуны
- Официальный сайт: http://www.ceglie.org